# ماریا ووکوویچ (بازیکن فوتبال)
ماریا ووکوویچ (صربی: Марија Вуковић؛ زادهٔ ۲۵ مارس ۱۹۹۰) بازیکن فوتبال اهل صربستان است.
وی همچنین در تیم ملی فوتبال Serbia بازی کرده‌است.